# Csalog Gábor
Csalog Gábor (Budapest, 1960. május 17. –) Liszt Ferenc-díjas (2003) magyar zongoraművész, pedagógus, egyetemi tanár.

## Élete
Csalog Zsolt (1935–1997) író, szociológus és Pócs Éva (1936) néprajzkutató gyermekeként született. Testvére Csalog Benedek (1965) fuvolaművész, Csalog Eszter (1970) klasszika filológus, nyelvtanár.
1972-1977 között a Liszt Ferenc Zeneművészeti Egyetem Különleges Tehetséges Osztályában tanult. 1978-1982 között a ugyanitt zongora szakos hallgató volt. Tanárai voltak: Czövek Erna, Máthé Klára, Kocsis Zoltán, Ránki Dezső, Kurtág György, Kadosa Pál, Schiff András. 1983-1987 között az Indianai Egyetem diákja volt, ahol Sebők György tanította.
1966 óta zongorázik. 1980 óta Kurtág György munkatársa. 1987 óta a Bartók Béla Zeneművészeti Szakközépiskola és Gimnázium kamarazene-tanára. 1993 óta a Könemann Music közreadója. 2001 óta a Liszt Ferenc Zeneművészeti Egyetem tanára. Magyarországon bemutatta Kurtág György és Ligeti György zongoraműveit.

## Lemezei
- Schumann- és Szkrjabin-művek (1990)
- Chopin összes mazurkái (1996)
- Hungaroton Classic – 1998 (1997)
- Csapó Gyula: Kézfogás lövés után (1999)
- Tihanyi László: Árnyjáték (1999)
- Max Reger: Kamaraművek klarinétra (2001)
- Dervistánc (2002)
- Schubert zongoraművek (2002)
- Serei Zsolt: Nézek fel: csak fény (2002)
- Sári László: Tánczene (2003)
- Music Colors – Hungarian contemporary Music (1989-2004 (2004)
- Transcendental Etudes – Ferenc Liszt and György Ligeti (2004)
- Szkrjabin, Alexander: Etrangeté / Strangeness – Prelűdök és poémák (2005)
- Kurtág György: Játékok I.-II. (2006-2008)